# Armlenet
Die Armlenet (norwegisch für Armlehne) ist ein 5 km langer Gebirgskamm mit nordsüdlicher Ausrichtung im ostantarktischen Königin-Maud-Land. Er ragt zwischen den Bergen Stabben und Jutulhogget auf und bildet den östlichen Ausläufer der Mayrkette in der Gjelsvikfjella.
Norwegische Kartografen, welche den Gebirgskamm auch benannten, nahmen anhand von Luftaufnahmen und Vermessungen der Norwegisch-Britisch-Schwedischen Antarktisexpedition (1949–1952) und Luftaufnahmen der Dritten Norwegischen Antarktisexpedition (1956–1960) eine Kartierung vor.